# سان لورنزو، پورتوریکو
سان لورنزو (به انگلیسی: San Lorenzo) یک منطقهٔ مسکونی در ایالات متحده آمریکا است که در پورتوریکو واقع شده‌است.
 سان لورنزو ۱۳۸٫۰۷ کیلومتر مربع مساحت و ۴۱٬۹۴۷ نفر جمعیت دارد.